# 1944年のNFL
1944年のNFLは、NFLの25年目のシーズンである。
この年からボストン・ヤンクスが加わり、ブルックリン・ドジャースがブルックリン・タイガースと名前を変えた。前年、活動休止したラムズと、スティーラーズとの連合チームで参加したイーグルスが通常通りにリーグに参加した一方で、戦争による選手不足からスティーラーズとカージナルスが連合チームで参加した。
NFLチャンピオンシップで、グリーンベイ・パッカーズが、ニューヨーク・ジャイアンツを14対7で破り、NFLチャンピオンに輝いた。

## ドラフト
1944年4月19日にドラフトが行われ、32巡330名が指名された。全体1位でハイズマン賞受賞者のアンジェロ・バーテッリが指名された。

## 主なルール変更
- 本格的に自由な選手交代ルールが規定され、審判に交代を告げずに交代することができるようになった。
- 選手-コーチ間のコミュニケーションはサイドラインの特定の場所から許されることになった。
- 敵陣エンドゾーンで攻撃側がパスインターフェアランスを犯した場合、タッチバックとされていたが、単にヤード罰退のペナルティが科されるように変更された。

## 順位表
| ニューヨーク・ジャイアンツ   | 8 | 1  | 1 | .889 | 6–1-1 | 206 | 75  | 20.6 | 7.5  |
| フィラデルフィア・イーグルス | 7 | 1  | 2 | .875 | 6-0-2 | 267 | 131 | 26.7 | 13.1 |
| ワシントン・レッドスキンズ   | 6 | 3  | 1 | .667 | 4-3-1 | 169 | 180 | 16.9 | 18.0 |
| ボストン・ヤンクス           | 2 | 8  | 1 | .200 | 2-6   | 82  | 233 | 7.5  | 21.2 |
| ブルックリン・タイガース     | 0 | 10 | 0 | .000 | 0-8   | 69  | 166 | 6.9  | 16.6 |

| グリーンベイ・パッカーズ | 8 | 2  | 0 | .800 | - | 238 | 141 | 23.8 | 14.1 |
| シカゴ・ベアーズ         | 6 | 3  | 1 | .667 | - | 258 | 172 | 25.8 | 17.2 |
| デトロイト・ライオンズ   | 6 | 3  | 1 | .667 | - | 216 | 151 | 21.6 | 15.1 |
| クリーブランド・ラムズ   | 4 | 6  | 0 | .400 | - | 188 | 224 | 18.8 | 22.4 |
| カード・ピット           | 0 | 10 | 0 | .000 | - | 108 | 328 | 10.8 | 32.8 |